# Филавандрель
Филавандрель аэн Фидаиль (пол. Filavandrel aén Fidháil) — персонаж литературного цикла «Ведьмак» польского писателя Анджея Сапковского, эльф, советник королевы Доль Блатанна. Стал героем экранизаций цикла.

## История персонажа
В книгах Анджея Сапковского Филавандрель — Aen Saevherne, предводитель вольных эльфов Синих Гор. После образования эльфийского государства Дол Блатанн он стал одним из советников его королевы, Францески Финдабаир. Филавандрель отрицательно относился к вынужденному отречению эльфов Дол Блатанна от движения скоя’таэлей, считая этот шаг предательством.
В польском телесериале «Ведьмак» Филавандреля сыграл Даниэль Ольбрыхский. В американо-польском сериале с тем же названием, первый сезон которого вышел на экраны в декабре 2019 года, Филавандреля сыграл Том Кэнтон. Этот герой появляется во второй серии, «Четыре марки», частично основанной на рассказе Анджея Сапковского «Край света» из сборника «Последнее желание». Критики отмечают, что изначальный сюжет оказался скомканным, из-за чего не удалось должным образом раскрыть персонажей.
По мнению некоторых рецензентов, Филавандрель и его сторонники получились в американском «Ведьмаке» отрицательными героями; их даже сравнивают с эсэсовцами и террористами. С другой стороны, в книге Филавандрель отпустил Геральта и Лютика только потому, что ему было приказано это сделать; в сериале же, по-видимому, он убеждается, что его пленники не заслуживают смерти. По словам одного из критиков, эльфы во главе с Филавандрелем в «Ведьмаке» изображены как «гонимые и озлобленные создания, которых люди притесняют и держат в гетто — а те в ответ уходят партизанить».
Заранее стало известно, что Филавандрель появится и во втором сезоне сериала; там он оказался, вопреки содержанию книг, возлюбленным Францески Финдабаир. Кроме того, он стал одним из персонажей анимационного фильма «Ведьмак: Кошмар волка» (2021).